# Roberto Perfumo
Roberto Alfredo Perfumo (ur. 3 października 1942 w Sarandí, zm. 10 marca 2016 w Buenos Aires) – argentyński piłkarz występujący na pozycji obrońcy. Reprezentant Argentyny.